# Elizabeth LeFort
Pour les articles homonymes, voir Lefort.
Elizabeth LeFort, C.M., est une houqueuse acadienne, née en 1914 à Chéticamp, en Nouvelle-Écosse.
Elle reçoit un doctorat honoraire ès lettres de l'Université de Moncton en 1975. Elle est faite membre de l'ordre du Canada en 1986. Elle meurt le 10 octobre 2005 à Margaree Harbour.
Elle est connue pour avoir reproduit des photographies et des portraits dans ses oeuvres. Plusieurs de ses œuvres sont exposées au Musée acadien de Chéticamp. Son œuvre la plus remarquable, La Dernière cène, compte 75 000 points et est évaluée à plus de 100 000 $.